# 紅球計畫
紅球計畫（英語：RedBall Project）是由美國藝術家庫特·波施克（Kurt Perschke）創作的一個公共流動街頭藝術作品 。這個作品被認為是「世界上運行時間最長的街頭藝術作品」。該計畫的核心是一個15英尺高的充氣紅球，這個球被安置在世界各地不同城市的城市空間中，通常是在一個精心設計的位置，每次展出持續一到兩週，展覽中每個特定地點僅持續一天。
紅球計畫自執行後便吸引了國際媒體和公眾的關注，並被多本城市藝術書籍、藝術期刊和媒體報道，被視為全球當代指標性的裝置藝術之一。

## 庫特·波施克
紅球是由庫特·波施克於2001年創作，波施克以其雕塑、視訊、拼貼畫、剧场设计和公共空間作品而聞名。除了紅球之外，他還為各種機構創作了許多知名作品，包括聖路易斯當代藝術博物館、巴塞隆納當代藝術博物館和維也納科技博物館。他為凱特威爾舞蹈團設計的佈景也贏得了《紐約時報》的好評。波施克出生於芝加哥，目前在紐約布魯克林生活和工作。

## 設計
紅球直徑15英尺（4.5公尺），充氣後重122公斤（269磅），放氣後重110公斤（250磅）。

## 展覽
| 順序 | 展期   | 國家及地區       | 城市          | 地點 |
| ---- | ------ | ---------------- | ------------- | ---- |
| 1    | 2001年 | 美国             | 聖路易斯      |      |
| 2    | 2002年 | 西班牙           | 巴賽隆納      |      |
| 3    | 2003年 |                  | 雪梨          |      |
| 4    | 2005年 | 美国             | 波特蘭        |      |
| 5    | 2007年 | 美国             | 芝加哥        |      |
| 6    | 2008年 | 美国             | 斯科茨代爾    |      |
| 7    | 2008年 | 美国             | 大急流城      |      |
| 8    | 2009年 | 加拿大           | 多倫多        |      |
| 9    | 2009年 | 中華民國（臺灣） | 臺北市        |      |
| 10   | 2010年 | 英国             | 諾里奇        |      |
| 11   | 2011年 | 阿联酋           | 阿布扎比      |      |
| 12   | 2012年 |                  | 珀斯          |      |
| 13   | 2012年 | 英国             | 英格蘭        |      |
| 14   | 2012年 | 比利时           | 魯汶          |      |
| 15   | 2013年 | 美国             | 加利福尼亞州  |      |
| 16   | 2013年 | 法國             | 巴黎          |      |
| 17   | 2013年 | 瑞士             | 洛桑          |      |
| 18   | 2014年 | 法國             | 雷恩          |      |
| 19   | 2014年 | 爱尔兰           | 戈尔韦        |      |
| 20   | 2014年 | 加拿大           | 蒙特利尔      |      |
| 21   | 2018年 | 美国             | 教堂山        |      |
| 22   | 2018年 | 美国             | 法哥 穆爾黑德 |      |
| 23   | 2019年 | 法國             | 羅恩          |      |
| 24   | 2019年 | 日本             | 東京          |      |
| 25   | 2021年 | 法國             | 干邑          |      |
| 26   | 2021年 | 美国             | 聖塔克魯茲    |      |
| 27   | 2022年 | 英国             | 利物浦        |      |
| 28   | 2023年 | 英国             | 薩斯卡通      |      |
| 29   | 2024年 | 中華民國（臺灣） | 臺南市        |      |

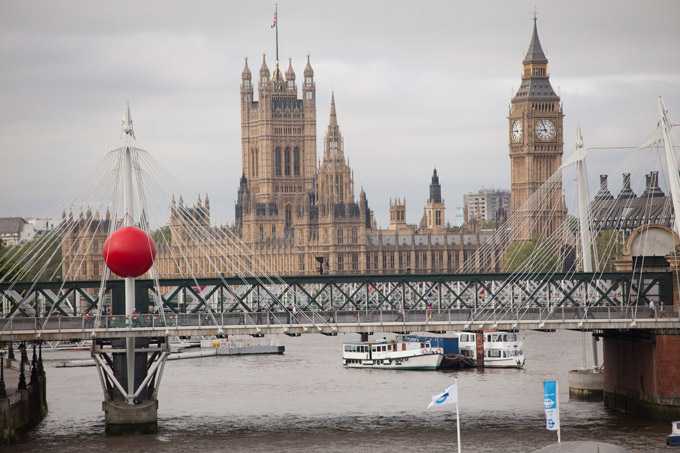
倫敦亨格福德橋和五十週年紀念橋，2013年
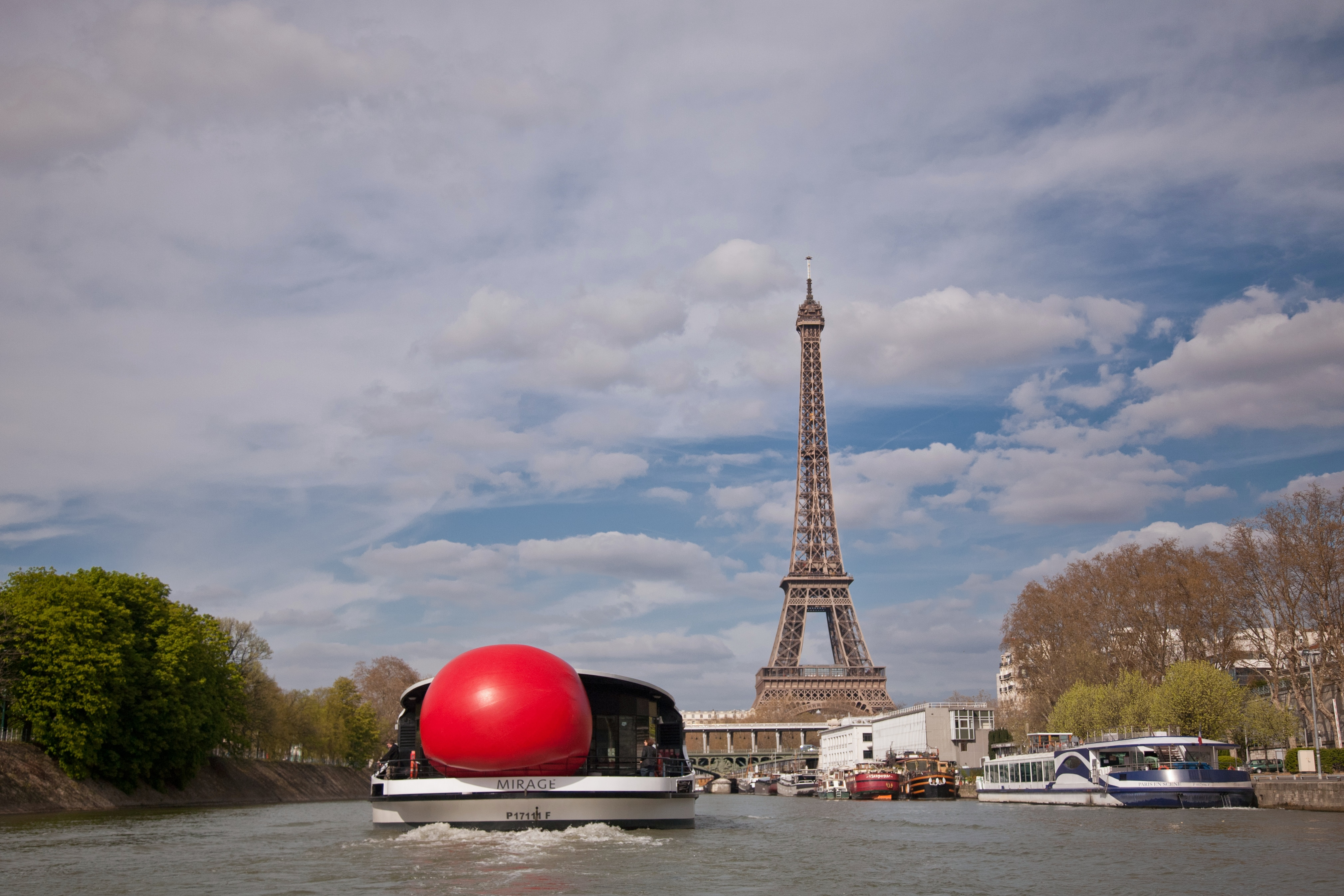
巴黎，2013年
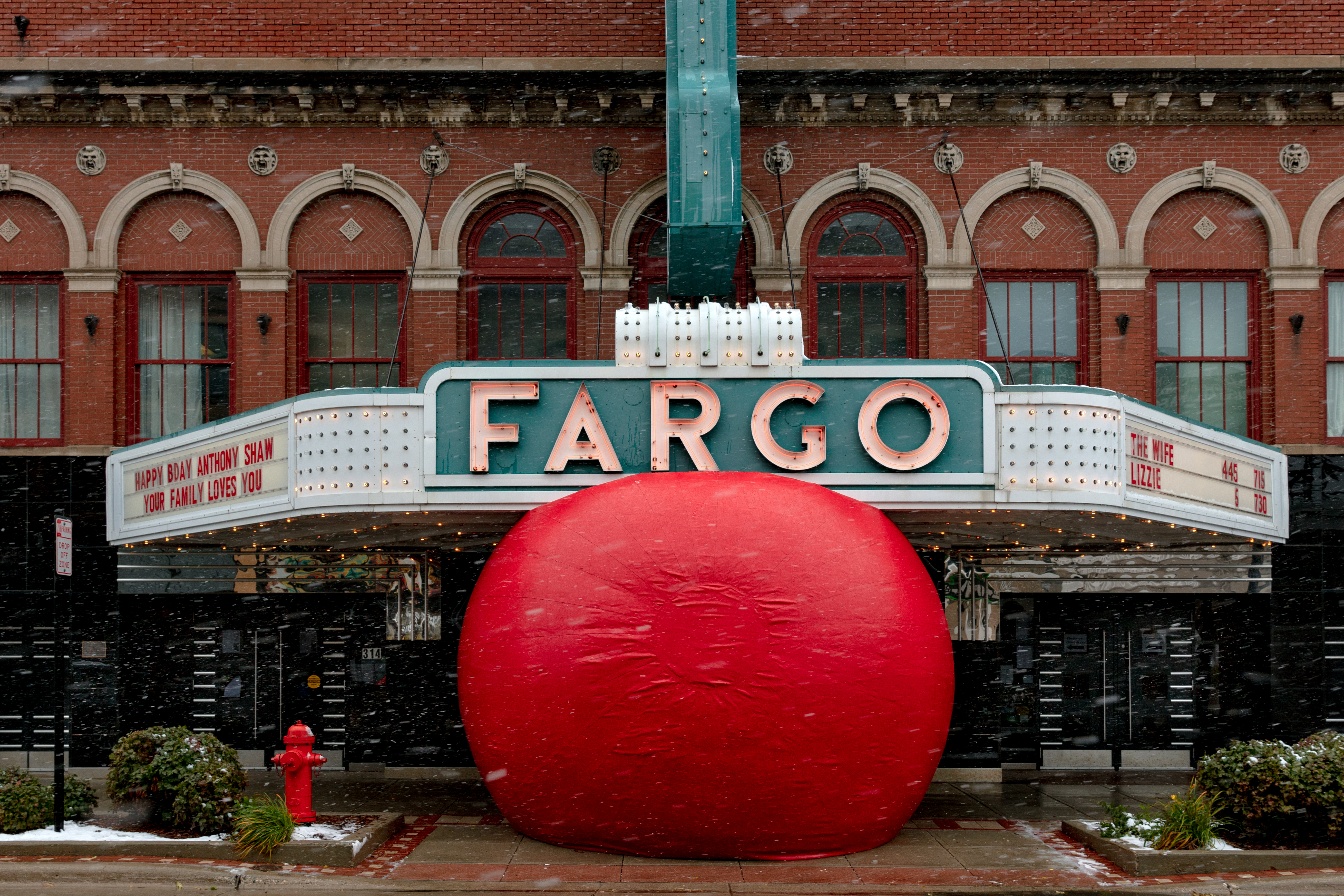
北達科他州法哥戲院（英语：Fargo_Theatre），2018年
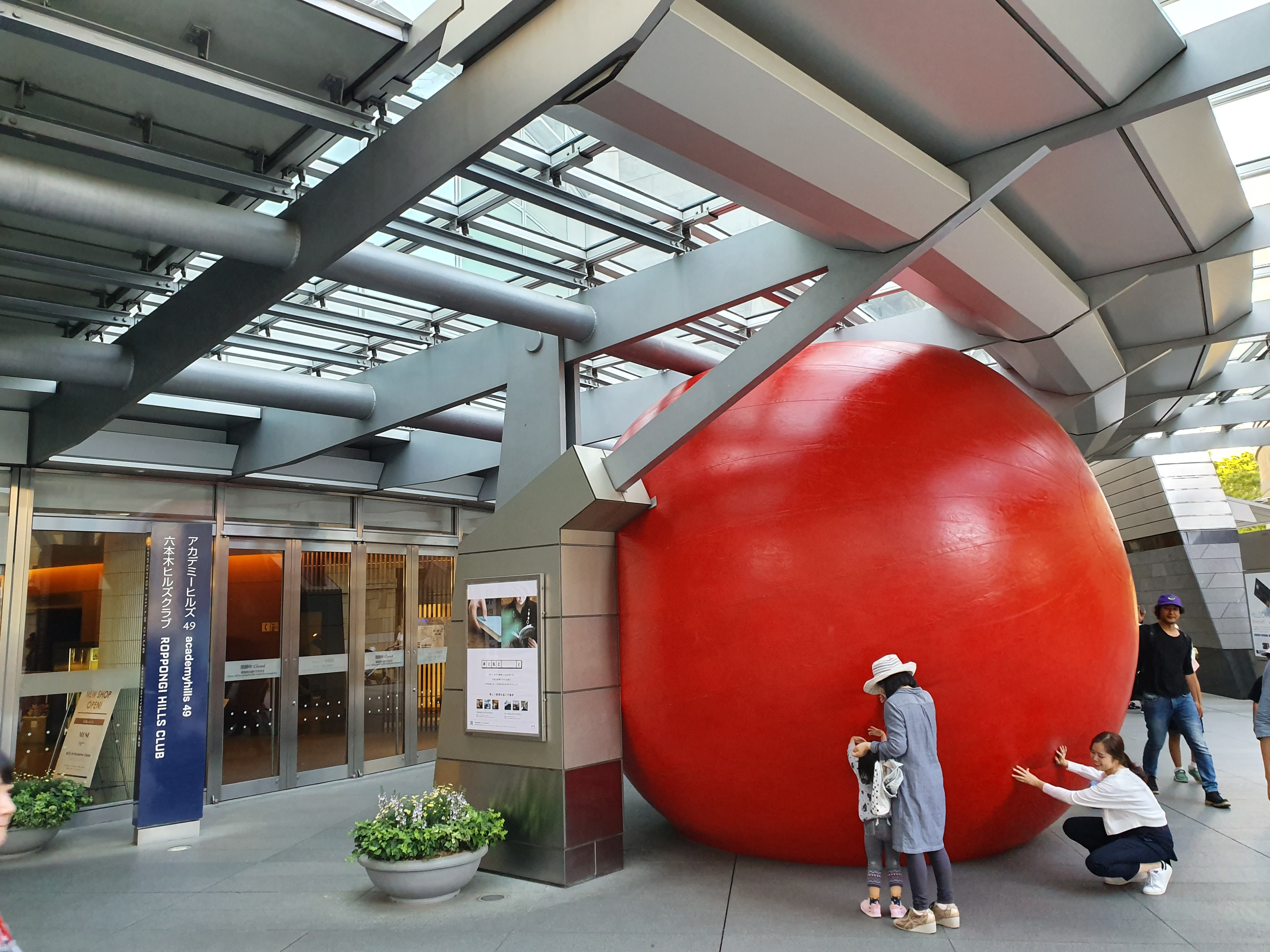
東京六本木新城，2019年
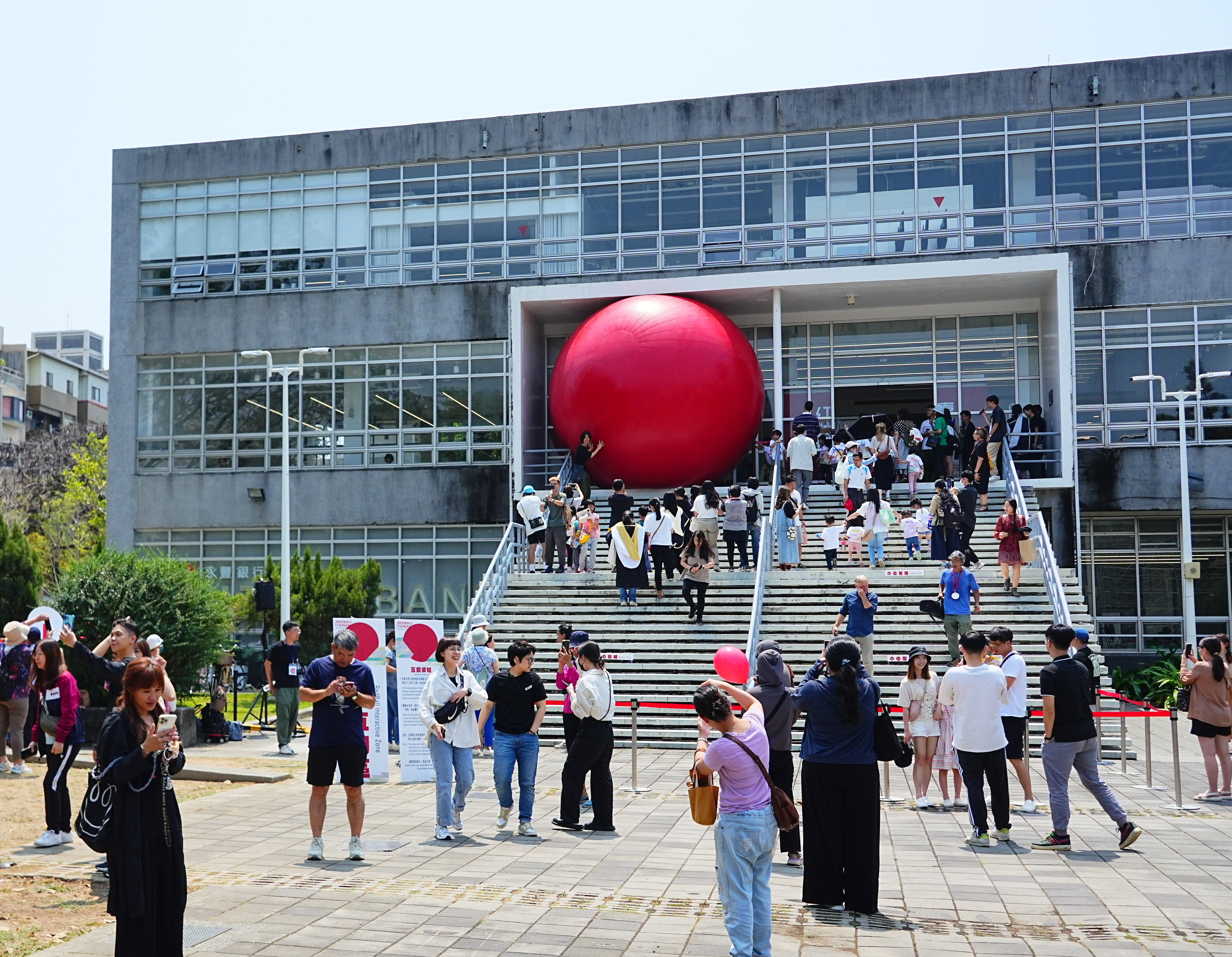
臺南成功大學舊總圖書館，2024年

## 訴訟
2013年5月，波施克對歐洲企業集團宜睿智慧在促銷活動中使用紅球計畫概念提起訴訟。國際律師事務所吉布森鄧恩事務所接手了這場跨境糾紛，並向美国联邦司法机构對Edenred提起訴訟。該案最終以庭外和解方式解決。雖然具體的和解條款保密，但據報導這是紅球計畫的法律勝利。波施克表示，他認為該決議是有利的，因為它是基於尊重他的智慧財產權的條款。
2015年，Perschke指責壳牌石油在全球平面廣告活動中使用了他的紅球計畫專案概念，這一侵害藝術版權的指控受到媒體關注。廣告活動結束後，案件達成了庭外和解。

## 獎項
- 年度最佳公共藝術計畫國家認可，公共藝術網絡，美國藝術協會（英语：Americans_for_the_Arts）（2006年）。[31]

### 書籍
- "Big Art, Small Art" (Manco, Tristan), Thames & Hudson; 1 edition (October 14, 2014), ISBN 978-0500239223
- "Overs!ze" (Viction:ary), Victionary (May 24, 2013), ISBN 978-9881943989
- “Going Public” (R. Klanten, S. Ehmann, S. Borges, L. Feireiss Release), Gestalten (August 2012), ISBN 978-3-89955-440-3
- "The Red Rubber Ball at Work" (Caroll, Kevin), McGraw Hill (October 1, 2008), ISBN 0071599444
- "The Artist’s Guide" (Battenfield, Jackie), Da Capo Press (June 9, 2009), ISBN 978-0306816529
- "Creaticity" (Poch Poch), Gustavo Gili (2010), ISBN 8494115413

## 外部連結
- 紅球計畫官方網站 （页面存档备份，存于）